# ویلی فن ده کرکوف
ویلی فن ده کرکوف (هلندی: Willy van de Kerkhof؛ زادهٔ ۱۶ سپتامبر ۱۹۵۱) یک بازیکن فوتبال اهل هلند است.او برادر رنی فن ده کرکوف است.

## باشگاهی
از باشگاه‌هایی که در آن بازی کرده‌است می‌توان به توئنته و پی‌اس‌وی آیندهوون اشاره کرد.

## تیم ملی
وی که سابقه ۶۳ بازی و ۵ گل ملی دارد عضو تیم ملی فوتبال هلند در جام جهانی فوتبال ۱۹۷۴ و ۱۹۷۸ بوده‌است.

## افتخارات
- پی‌اس‌وی آیندهوون
  - لیگ برتر فوتبال هلند: ۶: ۱۹۷۴–۷۵، ۱۹۷۵–۷۶، ۱۹۷۷–۷۸، ۱۹۸۵–۸۶، ۱۹۸۶–۸۷، ۱۹۸۷–۸۸
  - جام حذفی فوتبال هلند: ۳:۱۹۷۳–۷۴، ۱۹۷۵–۷۶، ۱۹۸۷–۸۸
  - لیگ قهرمانان اروپا: ۱۹۸۷–۸۸
- هلند
  - جام جهانی فوتبال:
    - نایب قهرمانی: (۲) جام جهانی فوتبال ۱۹۷۴, جام جهانی فوتبال ۱۹۷۸

  - جام ملت‌های اروپا:
    - مقام سوم: جام ملت‌های اروپا ۱۹۷۶